# Olaf
Olaf, u Olav (en inglés antiguo: Ōleifr, Anleifr; en nórdico antiguo: Áleifr, Ólafr) es un nombre escandinavo, alemán y neerlandés. Probablemente sea de origen proto-nórdico, reconstruido como *Anu-laibaz, de anu "ancestro, abuelo" y laibaz "heredero, descendiente". Las formas del
inglés antiguo son Ǣlāf, Anlāf. En dialecto Novgorod antiguo es Uleb. Una forma inglesa tardía del nombre es Olave. En el idioma noruego, Olav y Olaf son igualmente comunes, pero Olav es tradicionalmente usado en cuanto a la realeza noruega se refiere. La forma sueca es Olov o Olof y le fue prestado a las lenguas irlandesa y escocesa en las formas Amlaíb y Amhlaoibh, dando lugar a la forma moderna Aulay o Auley.
El nombre es latinizado como Olaus.

## En la cultura popular
Este nombre aparece en la película Frozen producida por Walt Disney Animation Studios y estrenada en 2013. Posteriormente, fue ganadora de 2 Premios Óscar por Mejor Película Animada y Mejor Canción Original. El muñeco de nieve revivido con magia lleva este nombre en la película.
El antagonista de la saga literaria Una serie de eventos desafortunados, se llama Conde Olaf.